# Étudier au temps du printemps
Pour plus de détails, voir Fiche technique et Distribution.
Étudier au temps du printemps (Estudiar en primavera) est un film documentaire espagnol de 2014 réalisé par Amparo Fortuny,.

## Synopsis
Le film plonge dans l'univers d'un groupe d'adolescents dont les manifestations pour la défense de l'éducation publique ont déclenché en février 2012 ce que l'on appelle le printemps valencien (Primavera valenciana),,,,,,. C'était la toute première expérience d'une manifestation pour beaucoup d'entre eux et un éveil à la réalité,. Non seulement ces adolescents sont devenus le symbole des manifestations étudiantes dans toute l'Espagnemais ils sont aussi également devenus le reflet du désenchantement des jeunes face à un avenir incertain dans un pays où les politiques d'austérité commencent à affecter sérieusement la société.
Le long métrage documentaire Étudier au temps du printemps (Estudiar en primavera),,, est présenté en première à la Cineteca Matadero Madrid, Centre culturel et d'art contemporain de Madrid et a été projeté dans de nombreux festivals de cinéma internationaux.

## Fiche technique
- Titre : Étudier au temps du printemps
- Titre original : Estudiar en primavera
- Réalisation et scénario : Amparo Fortuny
- Sociétés de production : Mikel Iribarren P.C., The Next Day Films
- Musique : Klaus & Kinski (Ley y moral), Carl Davis (Intolerance), Joseph Carl Breil (Intolerance)
- Directeur de la photographie : Carlos Beltrán Lázaro
- Montage : Mikel Iribarren
- Son : Emilio García Rivas, Sergio González
- Pays :  Espagne
- Genre : Documentaire
- Langue : valencien, espagnol
- Durée : 60 minutes
- Dates de sortie en salles : 2015

## Point de départ
En février 2012, les élèves du lycée Lluís Vives ont participé à plusieurs manifestations pour protester contre les coupes dans les budgets de l'éducation de la Communauté autonome de Valence. L'intervention de la police lors de ces manifestations a été extrêmement controversée et a fait l'objet d'articles dans de nombreux médias internationaux,,, ce qui a déclenché une mobilisation des associations de parents d'élèves et des organisations étudiantes et internationales, telles qu'Amnesty International et Save the Children,.

## Bande originale
La bande originale est assurée par le morceau Ley y Moral du groupe de Murcie Klaus & Kinski et par un court extrait de la composition de Joseph Carl Breil pour le film Intolerance de D. W. Griffith, sorti en 1916.
Ley y Moral est le leitmotiv du documentaire. Le clip vidéo transmet à plusieurs reprises, d'un point de vue léger, l'attitude des personnages principaux du film. Cette attitude est parfois énergique et enthousiaste, et nihiliste et désenchantée sur d'autres.
Le segment musical d' Intolerance  est consacré à la bataille et à la chute de Babylone (minute 90'). Le film raconte alternativement quatre histoires d'injustice. Chacune de ces histoires, d'époques et de cultures différentes, partage les thèmes de l'inhumanité, de l'intolérance, de l'hypocrisie, de la persécution, de la discrimination et de l'injustice que les différents systèmes sociaux, religieux et politiques ont atteint à travers le temps.
Intolérance est restauré en 1989 par Thames Television pour Channel 4. La version qui apparaît dans Étudier au temps du printemps est l'enregistrement numérique de l'Orchestre philharmonique du Luxembourg dirigé par Carl Davis,.